# Кирилов (місто)

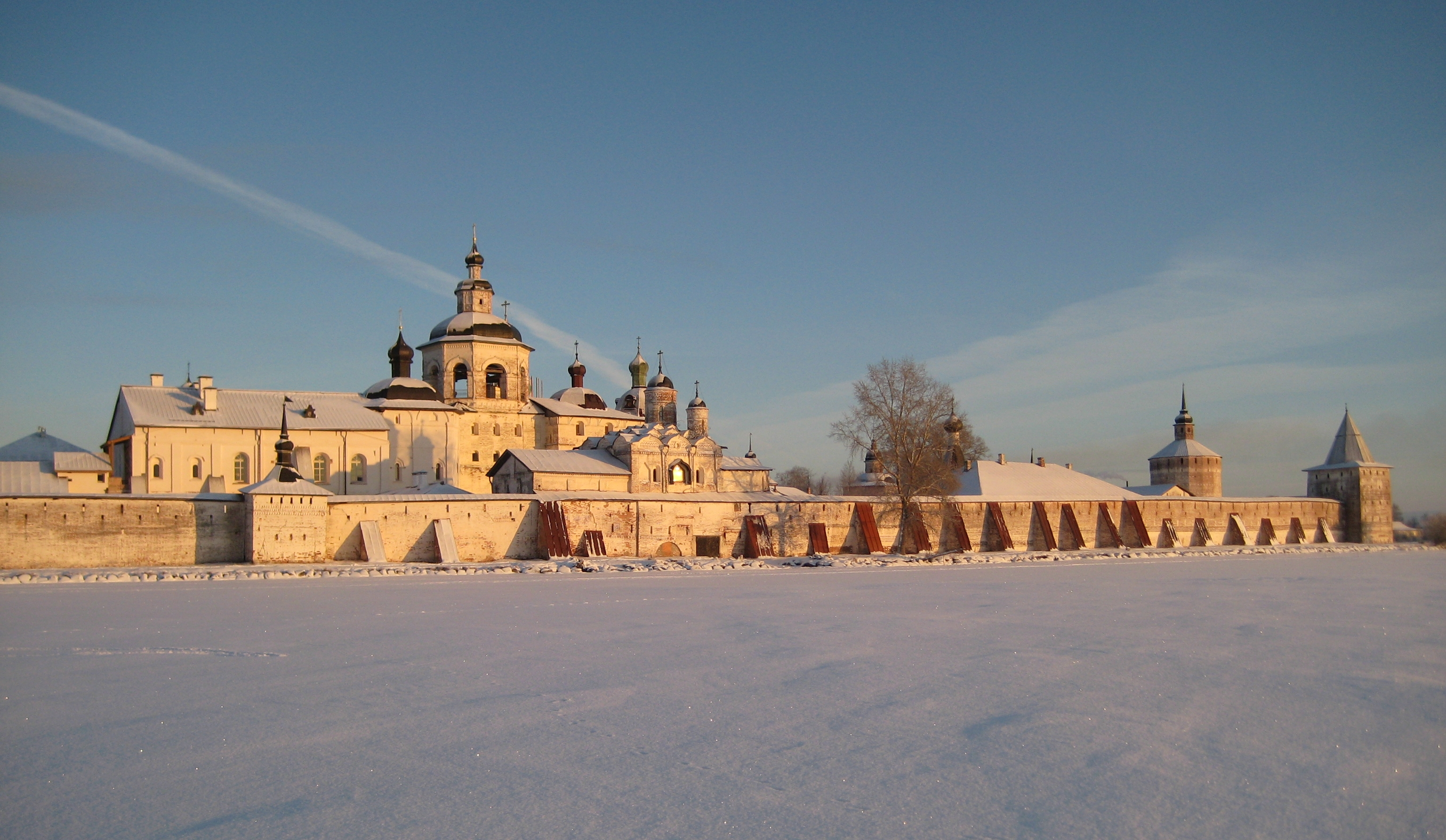
Кирило-Білозерський монастир взимку

Кирилов (рос. Кириллов) — місто (з 1776) Росії, адміністративний центр Кириловського району Вологодської області.
Місто розташоване на північному і східному березі Сіверського озера за 129 км на північний захід від обласного центру і за 100 км від найближчої залізничної станції (Череповець).

## Історія
У 1397 році з приходом на Сіверське озеро московського ченця Кирила було засновано поселення, яке виросло навколо створеного ним Кирило-Білозерського чоловічого монастиря.
У 1776 році поселення було проголошено повітовим містом Кириловим. До сімдесятих років XVIII століття воно стало вже досить великим населеним пунктом, що налічував 335 житлових будинків.
Кирилов був центром самого віддаленого північно-східного повіту Новгородської губернії. Площа Кирилівського повіту становила 13078,8 кв. верст, тобто була в 2,5 рази більше сучасного Кириловського району. Місто мало свій герб, затверджений 1781 року. Вигляд історичної частини Кирилова в значній мірі визначено планом, складеним Миколою Чечеріним і затвердженим Катериною II 1777 року. У тому ж році в мурі монастиря розміщується міська і повітова тюрма.
У 1785 році в місті було 3 кузні і 4 млини, 3 соляних і 2 винних магазини, 4 питних будинків; серед городян було 67 ремісників і 33 купця. Дерев'яний гостинний двір на Торговій площі налічував тоді понад 150 лавок. Необхідні для міста товари привозили з Ярославля, Вологди, Весьєгонська. Кирилівські купці торгували в Москві, Санкт-Петербурзі і поволзьких містах смолою і дьогтем.
За даними 1-й загального перепису населення Російської імперії 1897 року в Кирилові проживало 4306 осіб, налічувалося 746 житлових будинків, з них всього 20 кам'яних і полукаменних.
У 1924 році монастир був закритий і на його території було створено Кирило-Білозерський музей-заповідник.
У 1927 році Кирилов став районним центром Ленінградської, а з 1937 року — Вологодської області.

## Населення
Населення — 7482 осіб (2017 рік).
| 1856 | 1897 | 1913 | 1931 | 1939 | 1959 | 1970 | 1989 | 2000 | 2010 | 2017 | 2020 |
| ---- | ---- | ---- | ---- | ---- | ---- | ---- | ---- | ---- | ---- | ---- | ---- |
| 2700 | 4300 | 4200 | 3500 | 5300 | 6055 | 6285 | 8817 | 8600 | 7710 | 7482 | 7491 |

Станом на 1 січня 2019 року по чисельності населення місто перебувало на 1011 місці з 1115 міст Російської Федерації.

## Галерея

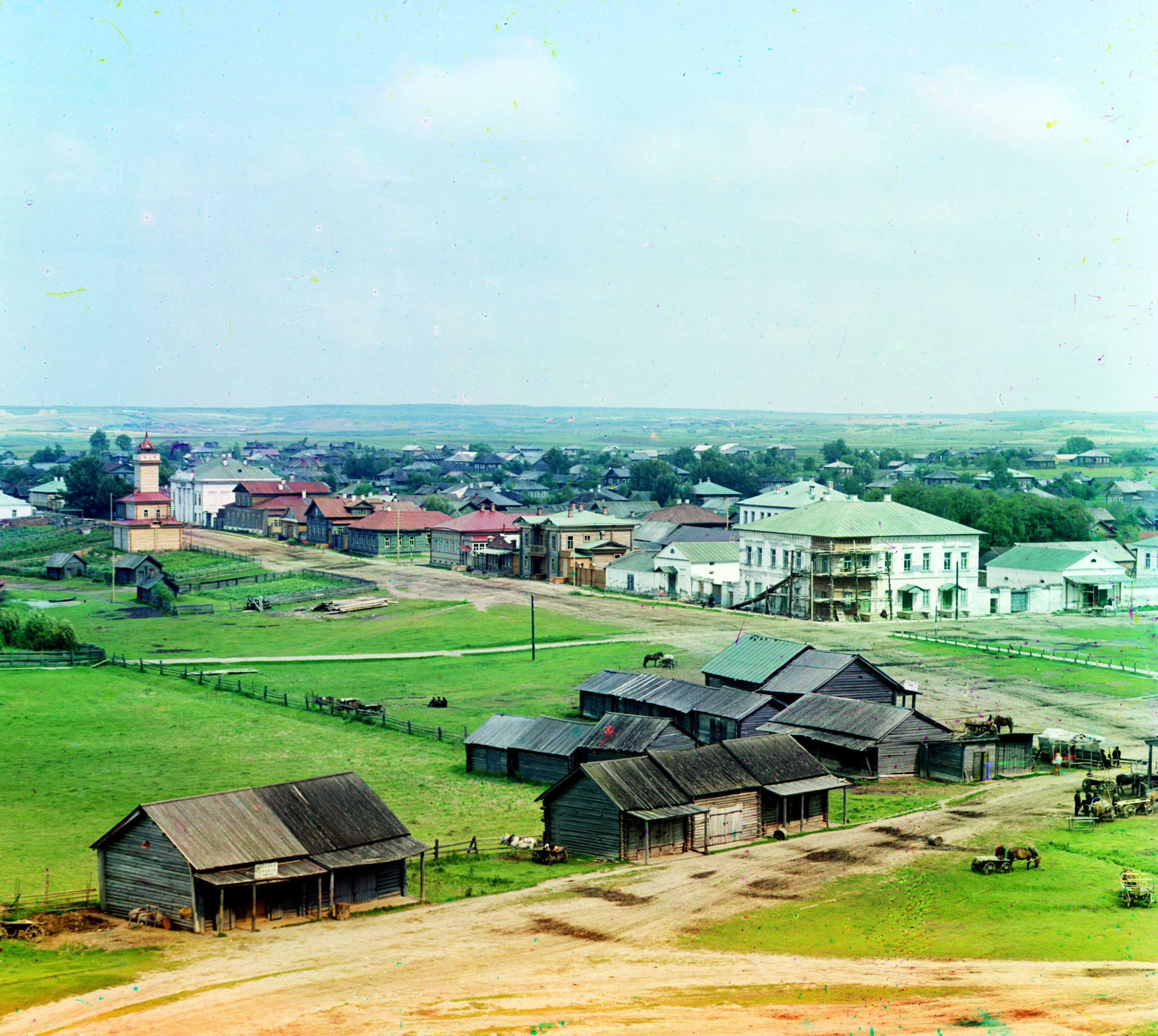
Загальний вигляд Кирилова з дзвіниці Казанської вежі. Фото С. М. Прокудіна-Горського, 1909 рік.
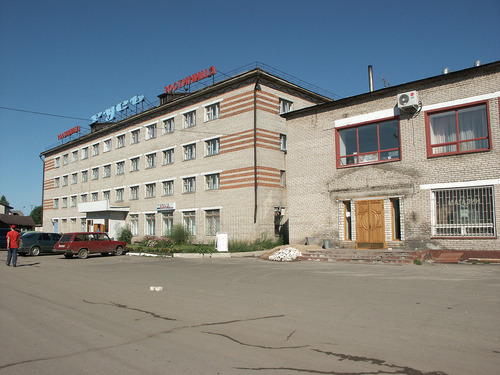
Готель «Русь».
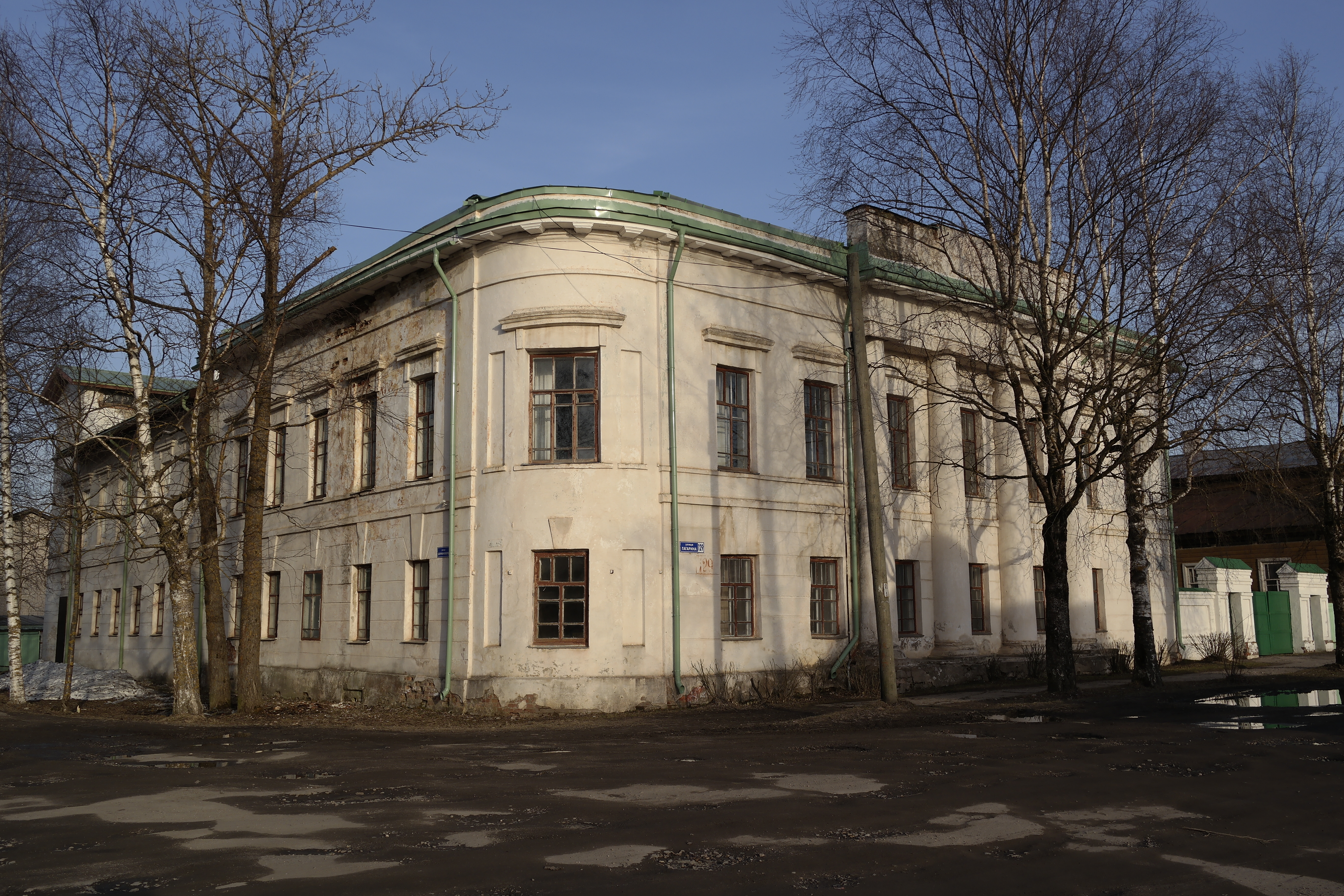
Будівля казенного відомства, вул. Гагаріна, 129/3.
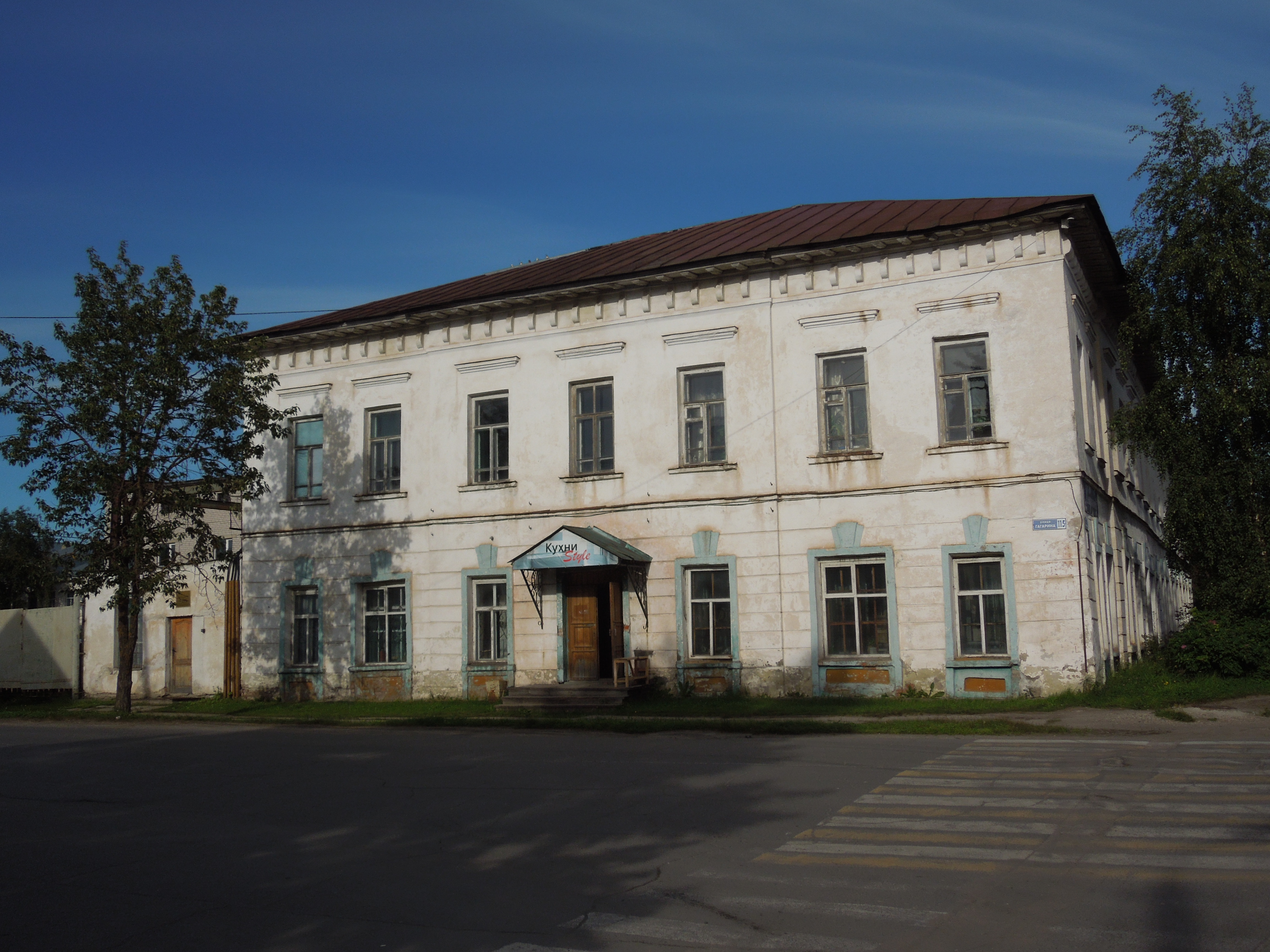
Будинок Сізьміна, вул. Гагаріна, 115.
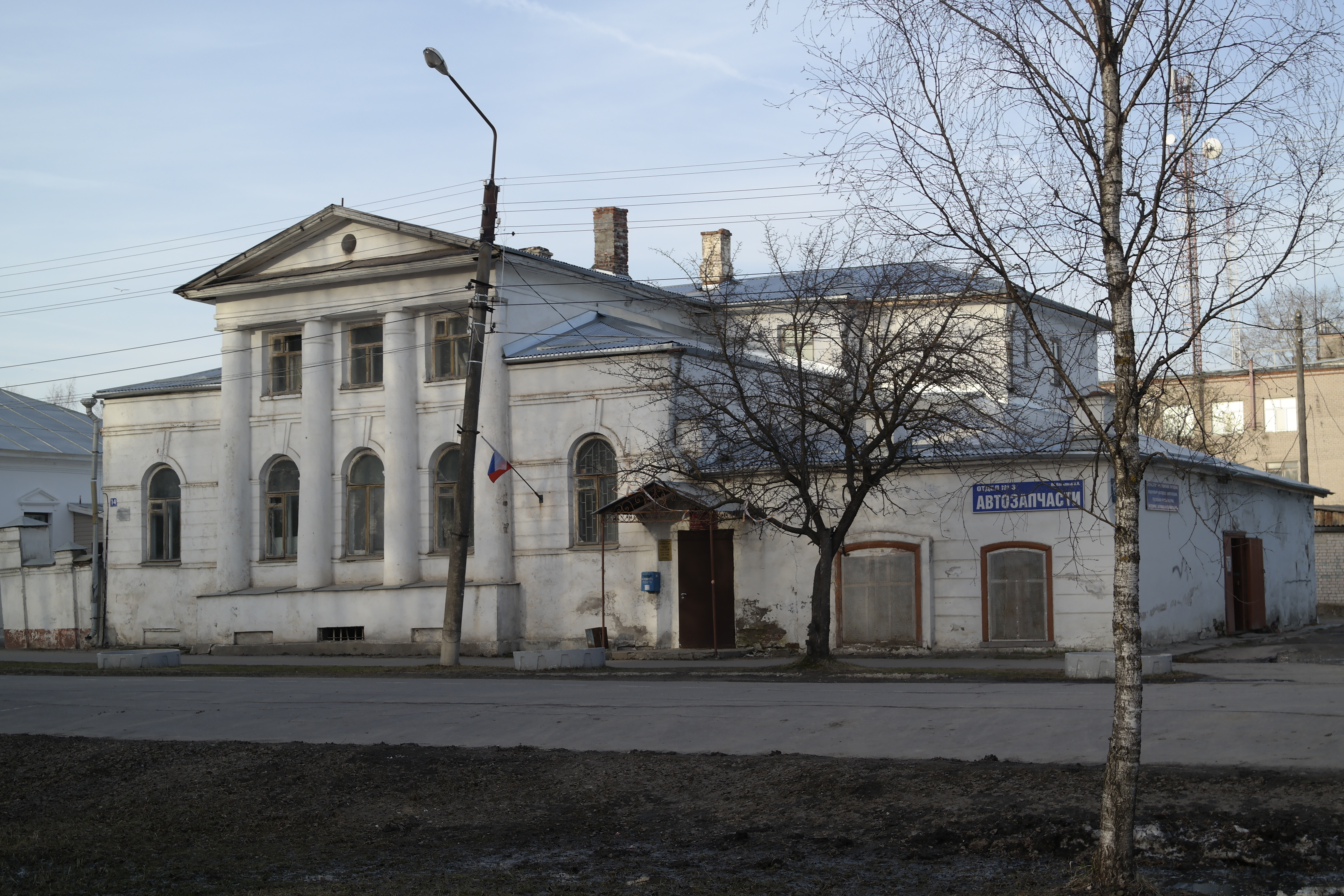
Будинок Копєйкіна, вул. Гостінодворська, 14.
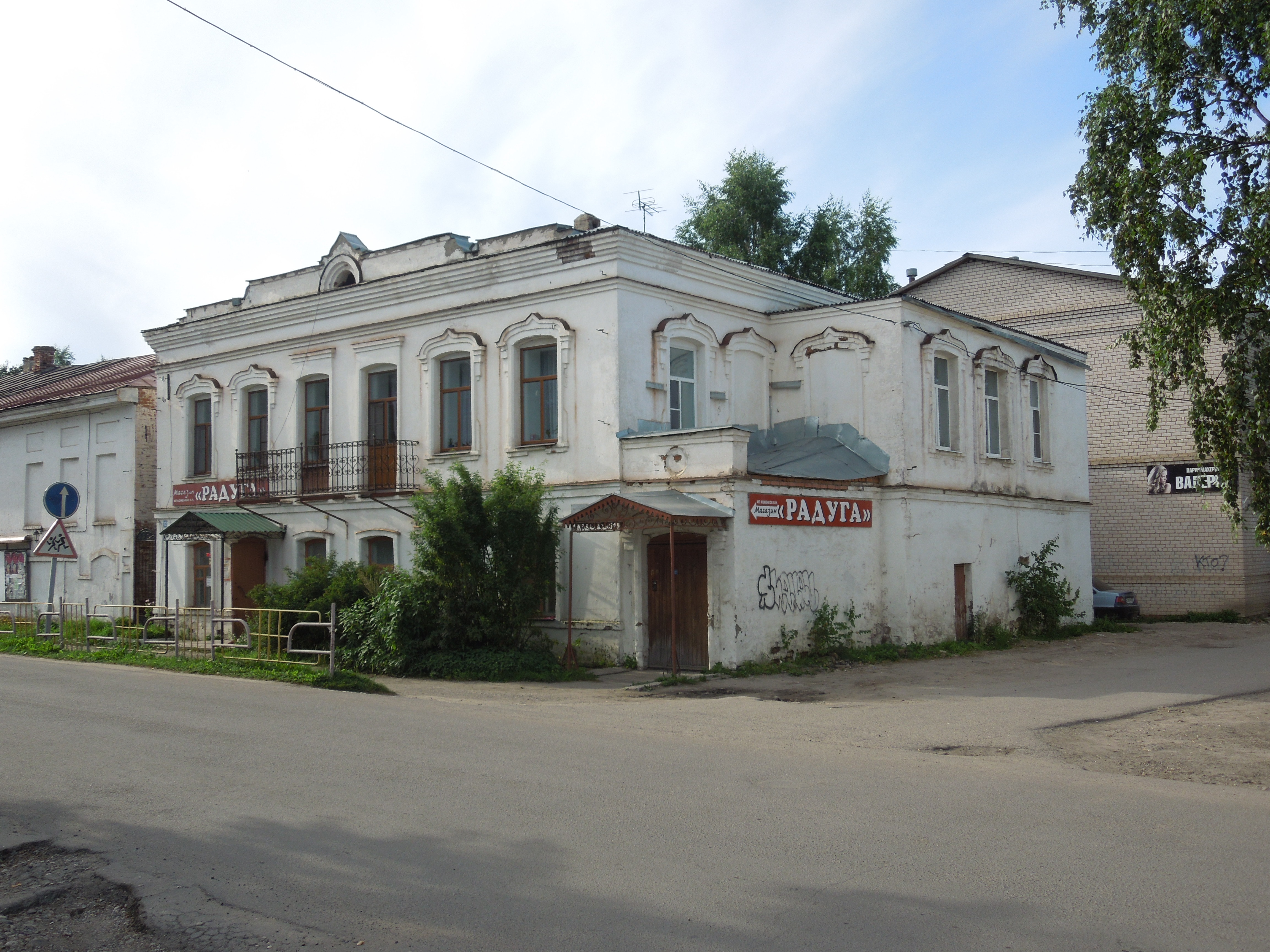
Вулиця Пролетарська, будинок 12.
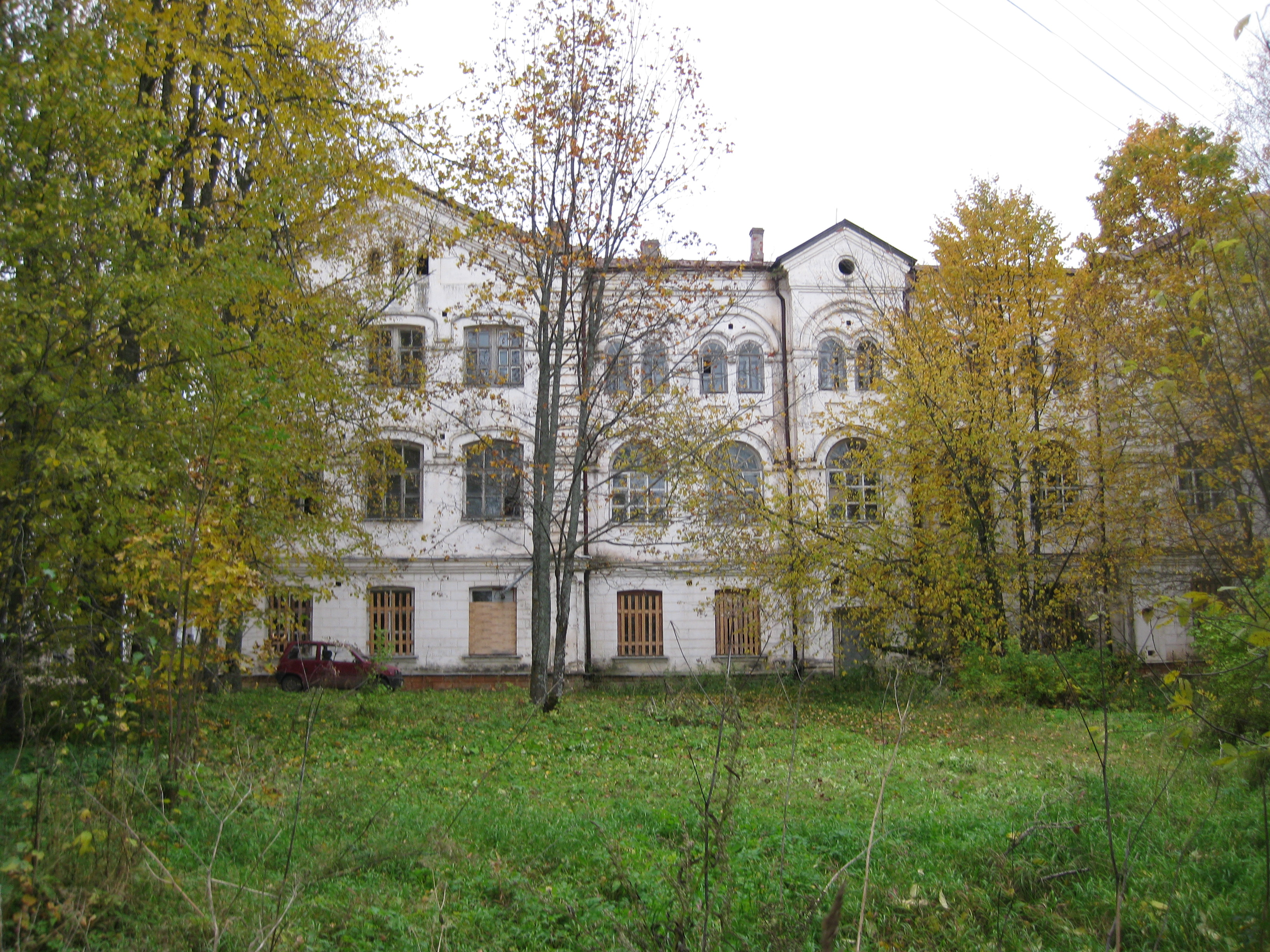
Духовне училище.
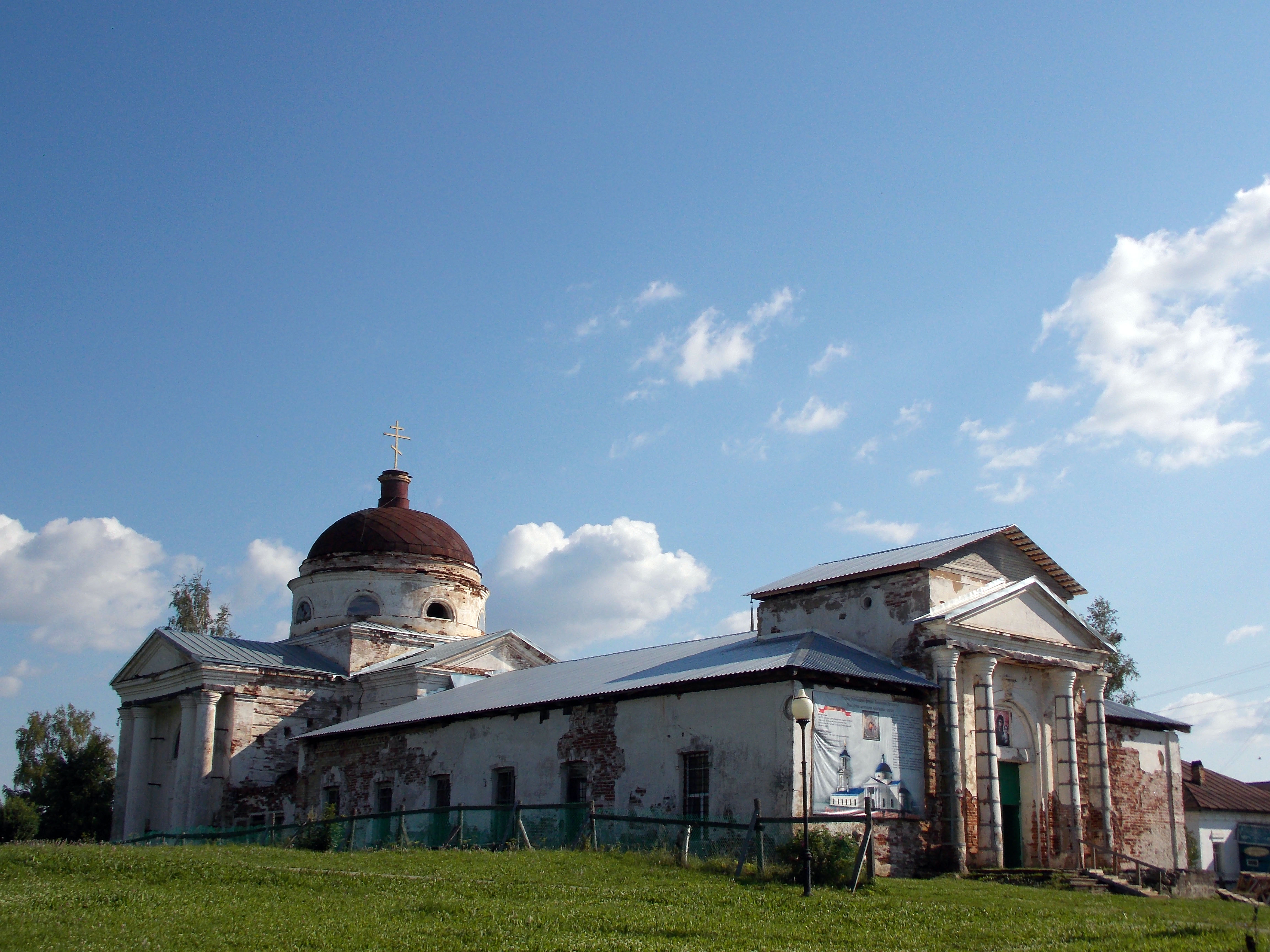
Казанський собор.

## Див.також
- Кирило-Білозерський монастир
- Кирило-Білозерський музей-заповідник